# Proximale Tubuluszelle
Proximale Tubuluszellen (englisch proximal tubular cells, PTC) sind Epithelzellen, die in der Niere den vorderen Teil des Nierenkanälchens, den proximalen Tubulus, bilden. Es handelt sich um hochdifferenzierte Zellen, die einschichtig isoprismatisch, teilweise auch kubisch, angeordnet sind.

## Aufbau und Funktion

Der schematische Aufbau eines Nierenkörperchens. In Orange der proximale Tubulus mit den proximalen Tubuluszellen.

Im Glomerulum werden etwa 20 % der einströmenden Blutflüssigkeit – ähnlich wie bei einem Filter – als Primärharn abgepresst. Pro Tag sind dies bei einem erwachsenen Menschen etwa 150 Liter. Der größte Teil dieser Flüssigkeit (nahezu 99 %) und der darin enthaltenen Nähr- und Mineralstoffe muss dem Körper wieder zugeführt werden, da ein solcher Verlust nicht durch neue Flüssigkeitsaufnahme zu kompensieren wäre. Dies erfolgt durch Rückführung dieser Stoffe (Resorption) durch die Tubuluszellen in den Nephrons der Nieren. Bei der Rückführung des Wassers spricht man von einer Rückresorption; bei den lebensnotwendigen Nähr- und Mineralstoffen von Reabsorption. Neben den für den Körper wertvollen Nähr- und Mineralstoffen werden auch Abfallstoffe wie Harnsäure und Harnstoff zunächst rückresorbiert und in einem zweiten Schritt wieder sezerniert (ausgeschieden). Bei Harnstoff wird über den proximalen Tubulus etwa 50 % rückresorbiert und über die kortikalen Blutgefäße der Vena renalis (Nierenvene) zugeführt.
An der zum Primärharn gerichteten Seite der proximalen Tubuluszellen befindet sich ein ganzes Netzwerk unterschiedlicher Rezeptoren, Coated Pits und Endosomen. Im Zellinneren findet sich entsprechend eine Vielzahl von späten Endosomen, primären Lysosomen und Lysosomen. Dichte apikale Tubuli sind für das Rezeptor-Recycling aus den Endosomen zuständig.
An Rezeptoren befinden sich auf der apikalen Zellmembran der proximalen Tubuluszellen unter anderem Folatrezeptoren, IGF2R (insulin-like growth factor 2 receptor) und M6PR (Mannose-6-phosphat-Rezeptor) sowie vor allem Cubilin und Megalin. In der Zellmembran stark exprimiertes Aquaporin 1, auch CHIP-28 genannt (englisch channel-forming integral proteins), ermöglicht einen transzellulären Transport von Wasser.
Sekretion und Resorption in den Nierentubuli verändern den Primärharn. Am Ende des Tubulus wird der Endharn über Sammelrohre, Nierenbecken und Harnleiter der Harnblase zugeführt. Das Tubulussystem ist in verschiedene Abschnitte unterteilt, die unterschiedliche Aufgaben haben.

Schematische Darstellung einer proximalen Tubuluszelle

An der luminalen, das heißt dem Primärharn zugewandten, Seite weisen die Tubuluszellen Mikrovilli auf. Diese dienen der Vergrößerung der Zelloberfläche und somit dem besseren Stoffaustausch. Die basale Seite weist dagegen eine Faltenstruktur auf. Im Zytoplasma befinden sich vor allem auf der basalen Seite relativ viele Mitochondrien, um ausreichend Energie für die aufwändigen resorptiven Transportvorgänge zur Verfügung zu stellen. Dies ist insbesondere für die ATP-abhängigen Na+/K+-Pumpen wichtig. Die Rückresorption ist energetisch recht aufwändig: Pro ATP-Molekül werden lediglich drei Natrium-Ionen aus dem Primärharn durch die Tubuluszellen transportiert.
Der größte Teil des Sauerstoffverbrauches der Niere erfolgt durch die Tubuluszellen. Dabei benötigt alleine der Transport von Natriumionen, der zu etwa 2/3 im proximalen Tubulus erfolgt, ungefähr 75 Prozent des gesamten verbrauchten Sauerstoffs.

## Aufgaben

### Tubuloglomerulärer Feedback
Das tubuloglomeruläre Feedback schützt das vulnerable Glomerulum des Nephrons vor Störungen, insbesondere Drucksteigerungen im arterliellen Schenkel.

### Mineral- und Wasserresorption
Etwa 60 % der über die Glomeruli filtrierten Natrium-, Kalium-, Hydrogencarbonat- und Chlorid-Ionen werden in den proximalen Tubuli resorbiert. Auch Phosphat- und Sulfationen gehören dazu. Ein Teil dieser Stoffe wird durch die Tubuluszellen hindurch (transzellulär) resorbiert. Bei Kalium, Chlorid, Calcium oder Harnstoff ermöglicht der Konzentrationsgradient die parazelluläre Diffusion (zwischen den Tubuluszellen) und so die Rückresorption. Beim Wasser genügt bereits der osmotische Druck für die parazelluläre Resorption. Durch den sogenannten Solvent Drag werden dabei auch im Wasser gelöste Ionen mit gezogen. Zudem haben die Tubuluszellen keine spezifischen Kaliumtransporter.
Die Natriumionen werden im Antiport mit Protonen und im Symport mit Glucose, Galactose, Aminosäuren, Phosphat- und Sulfationen, sowie Mono- und Dicarbonsäuren aufgenommen. An der basolateralen Seite der Tubuluszellen sorgt die Natrium-Kalium-Pumpe (3 Na+/ 2 K+-ATPase) dafür, dass der Konzentrationsgradient über der Zellmembran erhalten bleibt.
Hydrogencarbonationen werden durch die Reaktion mit Protonen in Wasser und Kohlenstoffdioxid zerlegt und können so passiv zurück diffundieren.

### Glucoseresorption
In der gesunden Niere wird von den Tubuluszellen 100 % der Glucose rückresorbiert. Dies geschieht vor allem mit Hilfe der Glucosetransporter SGLT-2. Im Gegensatz dazu ist im distalen Tubulus vor allem der Glucosetransporter SGLT-1 an der Zellmembran exprimiert. Die Glucosetransporter GLUT-2 und GLUT-5 spielen eine untergeordnete Rolle. Die sogenannte Nierenschwelle von Glucose liegt bei ca. 180 mg/dl (10 mmol/l) im Serum, da ab dieser Konzentration von Glucose die Sättigung der Systeme, die an der Rückresorption beteiligt sind, erreicht ist. Ab einer Konzentration von 22 mmol/l liegt eine vollständige Sättigung vor und die Glucoseausscheidung über den Urin steigt proportional zur Konzentration im Plasma.

### Resorption von Aminosäuren, Peptiden und kleinen Proteinen
Auch Peptide oder Proteine, die klein genug sind durch das Glomerulum hindurch in den Primärharn zu gelangen, werden von den Tubuluszellen aufgenommen und komplett katabolisiert. Ein Beispiel hierfür ist das aus 120 Aminosäuren aufgebaute Cystatin C.
Die Membranproteine Megalin und Cubilin der proximalen Tubuluszellen spielen bei der Endozytose von Peptiden und Proteinen eine wichtige Rolle. Beide werden an der apikalen, zum Primärharn ausgerichteten, Seite exprimiert. Nach der endozytotischen Aufnahme werden die Proteine zur Proteolyse (Abbau) in Lysosome und die beiden Rezeptoren wieder an die apikale Seite der Zellmembran transportiert (Rezeptor-Recycling). Ein transzellulärer Proteintransport findet dagegen kaum statt. Die Resorption von Proteinen im proximalen Tubulus ist in einer gesunden Niere sehr effizient, so dass der Endharn des Menschen frei von Proteinen ist.
Der Megalin-Cubilin-Komplex kann nicht nur Aminosäuren, Peptide und Proteine resorbieren, sondern eine Vielzahl anderer essenzieller Verbindungen, wie beispielsweise Vitamine oder an Plasmaproteine gebundene Spurenelemente.

## Krankheiten
Die proximalen Tubuluszellen spielen bei einer Reihe von Nierenerkrankungen und -funktionsstörungen eine zentrale Rolle, so beispielsweise bei der glomerulären Proteinurie und der chronischen Transplantatnephropathie. Durch Schädigung oder Stimulation der proximalen Tubuluszellen wird eine Reihe von Signalkaskaden über Botenstoffe ausgelöst. Dies kann beispielsweise zur Produktion von Proteinen des Komplementsystems, von Chemokinen, Zytokinen und Komponenten der extrazellulären Matrix in den proximalen Tubuluszellen führen. Die lokal erzeugten Botenstoffe können die Schädigung der proximalen Tubuluszellen durch eine verstärkte Diapedese (Leukozytenmigration), insbesondere von Makrophagen, Granulozyten und T-Zellen, weiter vorantreiben und zu einer Abwärtsspirale führen. Gerade die Produktion der Chemo- und Zytokine kann durch entzündungsfördernde (proinflammatorische) Prozesse die Nierenfunktion irreversibel beeinträchtigen, was bis zur Niereninsuffizienz führen kann. Die gezielte Immunsuppression der proximalen Tubuluszellen ist ein potenzieller therapeutischer Ansatzpunkt zur Behandlung der genannten Erkrankungen.
Mutationen im LRP2-Gen, das für das Membranprotein Megalin kodiert, können eine Einschränkung der Funktionsfähigkeit dieses Rezeptors bewirken, was zu einer Proteinurie und dem sehr seltenen Donnai-Barrow-Syndrom führen kann.

## Weiterführende Literatur
- Dennis Brown, Teodor G. Paunescu, Sylvie Breton, Vladimir Marshansky: Regulation of the V-ATPase in kidney epithelial cells: dual role in acid-base homeostasis and vesicle trafficking. In: Journal of Experimental Biology. Band 212, 2009, S. 1762–1772, doi:10.1242/jeb.028803, PMID 19448085, PMC 2683016 (freier Volltext) – (englisch).
- Usha Panchapakesan, Carol Pollock, Sonia Saad: Review article: importance of the kidney proximal tubular cells in thiazolidinedione-mediated sodium and water uptake. In: Nephrology. Band 14, 2009, S. 298–301, doi:10.1111/j.1440-1797.2009.01089.x, PMID 19444964 (englisch).
- Yaeko Motoyoshi: Megalin contributes to the early injury of proximal tubule cells during nonselective proteinuria. In: Kidney International. Band 74, 2008, S. 1262–1269, doi:10.1038/ki.2008.405, PMID 18769366, PMC 2615689 (freier Volltext) – (englisch).
- Azza A. K. El-Sheikh, Rosalinde Masereeuw, Frans G. M. Russel: Mechanisms of renal anionic drug transport. In: European Journal of Pharmacology. Band 585, 2008, S. 245–255, doi:10.1016/j.ejphar.2008.02.085, PMID 18417112 (englisch).
- Y. J. Lee u. a.: Regulatory mechanisms of Na(+)/glucose cotransporters in renal proximal tubule cells. In: Kidney International. Supplement 106, 2007, S. 27–35, doi:10.1038/sj.ki.5002383, PMID 17653207 (englisch).
- Eliza E. Robertson, Gary O. Rankin: Human renal organic anion transporters: characteristics and contributions to drug and drug metabolite excretion. In: Pharmacology & Therapeutics. Band 109, 2006, S. 399–412, doi:10.1016/j.pharmthera.2005.07.005, PMID 16169085 (englisch).
- B. C. Burckhardt, G. Burckhardt: Transport of organic anions across the basolateral membrane of proximal tubule cells. In: Reviews of Physiology, Biochemistry and Pharmacology. Band 146, 2003, ISBN 978-3-540-00228-4, S. 95–158, doi:10.1007/s10254-002-0003-8, PMID 12605306 (englisch).